# Teufelshörner
Die Teufelshörner sind zwei Berge in den Berchtesgadener Alpen, zusammengesetzt aus dem Großen Teufelshorn (2363 m) und dem Kleinen Teufelshorn (2283 m).

## Geografie
Das Große Teufelshorn (2363 m ü. A.) ist der höhere und nördlichere Gipfel der beiden Teufelshörner und der höchste Gipfel im Hagengebirge, einem Teil der Berchtesgadener Alpen.
Das Kleine Teufelshorn (2283 m ü. A.) liegt südwestlich des Großen Teufelshorns.
Die Teufelshörner ragen zwischen dem Kessel der bayerischen Röth und dem österreichischen Blühnbachtal auf, beides sind überaus entlegene Winkel. Aufgrund des langen Zustiegs werden die Teufelshörner nur selten bestiegen, auf beiden Gipfel steht je ein Gipfelkreuz, und sie bieten einen schönen Rundblick unter anderem zum Hochkönig, Watzmann und ins Tennengebirge.
Die Teufelshörner spannen einen felsigen Grat, der die Grenze zwischen dem österreichischen Bundesland Salzburg und dem Landkreis Berchtesgadener Land in Bayern markiert. Über den anspruchsvollen Felsgrat (Schwierigkeit II nach UIAA) verläuft eine Kletterroute, welche jedoch nicht markiert oder gesichert ist und daher nur geübten Bergsteigern empfohlen werden kann.

## Aufstieg
Der Normalweg beginnt an der Saletalm, die mit einer einstündigen Bootsfahrt über den Königssee erreichbar ist. Vorbei am Obersee geht es ins Talende namens Fischunkel, wo der beeindruckende Röthbachfall herunterrauscht. Am teilweise gesicherten Röthsteig geht es meist recht steil in vielen Serpentinen hinauf zur Wasseralm, einer im Sommer einfach bewirtschafteten Alpenvereinshütte auf einer Höhe von 1423 m. Hier kann übernachtet werden, da der komplette Aufstieg an einem Tag lang und anstrengend ist. Über einen zuerst noch unschwierigen Weg geht es weiter durch die Röth bis zur Weggabelung auf 1650 m.

### Aufstieg zum Großen Teufelshorn
Um zum Großen Teufelshorn zu gelangen, muss man hier links abbiegen und auf einem steilen, sehr schmalen Pfad aufsteigen. Im letzten Abschnitt muss man einige leichtere Kletterpassagen überwinden, Trittsicherheit und Schwindelfreiheit sind unbedingt erforderlich.
Auf dem Normalweg ist der Gipfel des Teufelshorns vom Obersee aus in 6 bis 7 Stunden zu erreichen.

### Aufstieg zum Kleinen Teufelshorn
Um zum Kleinen Teufelshorn zu gelangen, muss man an der Weggabelung geradeaus weiter laufen, Trittsicherheit und Schwindelfreiheit sind unbedingt erforderlich.
Der Gipfel des Kleinen Teufelshorns ist vom Obersee aus in 5 bis 6 Stunden zu erreichen.